# Mutzi Leon
Mutzi Leon, de son vrai nom Moshe Leon, né le 9 janvier 1944 en Bulgarie, est un footballeur international israélien.
Il évolue comme défenseur, côté gauche, ou comme milieu défensif.

## Carrière
Mutzi Leon naît en Bulgarie et émigre en Israël avec ses parents alors qu'il a cinq ans. Devenu footballeur, il joue successivement dans les équipes suivantes : Maccabi Jaffa Football Club, où il réalise l'essentiel de sa carrière, Westview Apollon en Afrique du Sud et Hapoël Petah-Tikvah. Leon débute dès 17 ans au Maccabi Jaffa, dont il est considéré comme l'un des joueurs les plus emblématiques. 
Convoqué en équipe d'Israël dès ses 18 ans, il n'est plus appelé après son départ en 1966 en Afrique du Sud, où il joue avec Westview Appolon en National Football League (en), le championnat professionnel réservé aux Blancs. Cet exil est guidé alors par le souhait de bien vivre du football, ce qui n'était pas le cas en Israël. À son retour au pays, en 1970, il est pratiquement considéré comme un traître. Il doit attendre décembre 1976 pour rejouer en équipe d'Israël (soit plus de onze ans d'absence, un record pour la sélection israélienne), mais arrête définitivement sa carrière internationale en mars 1977. Il joue par contre au Maccabi jusqu'à ses 40 ans.
En 2009, il est nommé dans le Hall of fame du football israélien.